# Kričke (żupania pożedzko-slawońska)
Kričke – wieś w Chorwacji, w żupanii pożedzko-slawońskiej, w mieście Pakrac. W 2011 roku liczyła 19 mieszkańców.